# Diamètre hydraulique
Le diamètre hydraulique {\displaystyle D_{h}} et le rayon hydraulique {\displaystyle R_{h}} sont communément utilisés pour le calcul des écoulements dans un tube, une conduite hydraulique ou un canal. En utilisant ce diamètre particulier, on peut faire des calculs similaires à ceux d'un tube circulaire. Ces deux grandeurs sont homogènes à une longueur.
Le rayon hydraulique est utilisé dans l’équation de Hazen-Williams ou pour déterminer le coefficient de Chézy (avec la formule de Chézy ou celle de Bazin). Il est notamment utilisé pour les écoulements à surface libre c'est-à-dire dans des conduites non pleines (comme les égouts) ou les canaux.

## Diamètre hydraulique
Définition :
{\displaystyle D_{h}={\frac {4A}{P}}}
Où A est l'aire de la section de passage du tube et P est le périmètre mouillé de cette section.
Par exemple, pour un tube de section circulaire de diamètre D, on retrouve :
{\displaystyle D_{h}={\frac {4{\frac {\pi D^{2}}{4}}}{\pi D}}=D}
Pour un tube de section carrée de côté a, on obtient :
{\displaystyle D_{h}={\frac {4\,a^{2}}{4\,a}}=a}

## Rayon hydraulique
On définit également le rayon hydraulique comme étant le rapport de la surface mouillée {\displaystyle A} (section droite du liquide) sur le périmètre mouillé {\displaystyle P} (périmètre de la conduite en contact avec le liquide).
{\displaystyle R_{h}={\frac {A}{P}}}
Le rayon hydraulique est le quart du diamètre hydraulique, alors que le rayon est la moitié du diamètre.
Pour une section circulaire (typiquement : une conduite en charge), le rayon hydraulique {\displaystyle R_{h}} vaut la moitié du rayon géométrique {\displaystyle r}  :
{\displaystyle R_{h}={\frac {\pi r^{2}}{2\pi r}}={\frac {r}{2}}}

## Géométrie des canaux
Le tableau suivant donne les formules des éléments géométriques pour cinq différents types de section de canaux. Certains cours d'eau naturels ont une forme géométrique assez irrégulière, mais qui peut toutefois être approximée par des sections trapézoïdales ou paraboliques.
|                                                      |                                    |                                                                          |                                                          |                                                                                                   |                                                    |
| ---------------------------------------------------- | ---------------------------------- | ------------------------------------------------------------------------ | -------------------------------------------------------- | ------------------------------------------------------------------------------------------------- | -------------------------------------------------- |
| Largeur, {\displaystyle B}                           | {\displaystyle b}                  | {\displaystyle b+2\times mh}                                             | {\displaystyle 2\times mh}                               | {\displaystyle (\sin {\frac {\theta }{2}})\cdot {}D} ou {\displaystyle 2{\sqrt {h\cdot {}(D-h)}}} | {\displaystyle {\frac {3}{2}}{\frac {S}{h}}}       |
| Surface, {\displaystyle S}                           | {\displaystyle b\times h}          | {\displaystyle (b+mh)\cdot {}h}                                          | {\displaystyle m\times h^{2}}                            | {\displaystyle {\frac {1}{8}}(\theta -\sin {\theta })\cdot {}D^{2}}                               | {\displaystyle {\frac {2}{3}}Bh}                   |
| Périmètre mouillé, {\displaystyle P}                 | {\displaystyle b+2h}               | {\displaystyle b+2\cdot {}h\cdot {}{\sqrt {1+m^{2}}}}                    | {\displaystyle 2h\cdot {}{\sqrt {1+m^{2}}}}              | {\displaystyle {\frac {1}{2}}\theta \cdot {}D}                                                    | {\displaystyle B+{\frac {8}{3}}{\frac {h^{2}}{B}}} |
| Rayon hydraulique, {\displaystyle R_{h}}             | {\displaystyle {\frac {bh}{b+2h}}} | {\displaystyle {\frac {(b+mh)\cdot {}h}{b+2h\cdot {}{\sqrt {1+m^{2}}}}}} | {\displaystyle {\frac {mh}{2\cdot {}{\sqrt {1+m^{2}}}}}} | {\displaystyle {\frac {1}{4}}\left[1-{\frac {\sin \theta }{\theta }}\right]D}                     | {\displaystyle {\frac {2B^{2}h}{3B^{2}+8h^{2}}}}   |
| Profondeur hydraulique, {\displaystyle D_{h}}        | {\displaystyle h}                  | {\displaystyle {\frac {(b+mh)h}{b+2\times mh}}}                          | {\displaystyle {\frac {1}{2}}h}                          | {\displaystyle \left[{\frac {\theta -\sin \theta }{\theta }}\right]D}                             | {\displaystyle {\frac {2}{3}}h}                    |
| Angle du segment circulaire, {\displaystyle \theta } |                                    |                                                                          |                                                          | {\displaystyle \theta =2\arccos \left({\frac {{\frac {D}{2}}-h}{\frac {D}{2}}}\right)}            |                                                    |